# Horta (Norge)

Horta, även kallat Hortavær, är ett fiskeläge i Leka kommun, Trøndelag fylke. Det är beläget cirka 10 km nordväst om ön Leka och består av omkring 360 öar, holmar och skär. Mellan Horta och Leka ligger Hortafjorden.
Horta är obebott sedan 1967. I dag återstår blott ett fåtal byggnader på huvudöarna Burøya och Vågøya. Hela Hortakomplexet är numera ett fredat natur- och fågelreservat.